# Indian Summer (1993)
Indian Summer (bra: O melhor verão de nossas vidas / prt: Um verão no lago) é um filme norte-americano de 1993, escrito e dirigido por Mike Binder.

## Sinopse
Sete amigos se reúnem em um acampamento de verão depois de 20 anos. A chegada ao acampamento traz a todos recordações do melhor verão de suas vidas: travessuras, invasões noturnas na cozinha, corridas de barcos, histórias em volta da fogueira e romances secretos.

## Elenco
- Alan Arkin .... "Unca" Lou Handler
- Matt Craven .... Jamie Ross
- Diane Lane .... Beth Warden
- Bill Paxton .... Jack Belston
- Elizabeth Perkins .... Jennifer Morton
- Kevin Pollak .... Brad Berman
- Sam Raimi .... Stick Coder
- Vincent Spano .... Matthew Berman
- Julie Warner .... Kelly Berman
- Kimberly Williams .... Gwen Daugherty